# Farmersville (Texas)
Farmersville es una ciudad ubicada en el condado de Collin en el estado estadounidense de Texas. En el Censo de 2010 tenía una población de 3.301 habitantes y una densidad poblacional de 318,79 personas por km².

## Geografía
Farmersville se encuentra ubicada en las coordenadas 33°9′39″N 96°21′43″O / 33.16083, -96.36194. Según la Oficina del Censo de los Estados Unidos, Farmersville tiene una superficie total de 10.35 km², de la cual 9.92 km² corresponden a tierra firme y (4.18%) 0.43 km² es agua.

## Demografía
Según el censo de 2010, había 3.301 personas residiendo en Farmersville. La densidad de población era de 318,79 hab./km². De los 3.301 habitantes, Farmersville estaba compuesto por el 78.67% blancos, el 8.45% eran afroamericanos, el 0.97% eran amerindios, el 0.64% eran asiáticos, el 0% eran isleños del Pacífico, el 8.51% eran de otras razas y el 2.76% pertenecían a dos o más razas. Del total de la población el 24.24% eran hispanos o latinos de cualquier raza.

## Cultura

### Religión
La ciudad de Farmersville cuenta con una iglesia formalmente establecida, la Iglesia Bautista Emanuel, localizada en el 705 de la calle Walnut.